# نامادری (فیلم ۱۹۹۸)
نامادری (انگلیسی: Stepmom) فیلمی است در سبک کمدی-درام به کارگردانی کریس کلمبوس که در سال ۱۹۹۸ منتشر شد.
سوزان ساراندون توانست برای بازی در این فیلم نامزدِ دریافتِ جایزه گلدن گلوب بهترین بازیگر زن فیلم درام شود و جایزهٔ انجمن منتقدان فیلم سن دیگو را از آنِ خود کند.

## بازیگران
- جولیا رابرتس - ایزابل کلی
- سوزان ساراندون - جکی هریسون
- اد هریس - لوک هریسون
- جنا مالون - آنا هریسون
- لیام ایکن - بن هریسون
- لین ویتفیلد - دکتر سوایکرت